# Камон
Камон (яп. 家紋, «знак дома»), также мон (яп. 紋, «знак»), монсё (яп. 紋章, монсё:, «родовое изображение») — в Японии — своего рода семейный герб. Камон является в некоторой степени оригинальным знаком рода, семьи или человека, достаточно известного, чтобы иметь личный символ. Этот знак не является гербом в общем смысле этого слова, так как не представляет собой геральдической эмблемы рода.

## Дизайн
Родовые знаки представляют собой стилизованное изображение цветов, растений, животных, перьев, рукотворных предметов (веера и т. д.) и тому подобного, обычно вписанных в окружность. Традиционно камоны имеют двухцветную окраску. Иногда в камонах отображаются и профессиональные атрибуты владельца (гейша, например, может иметь камон с изображением веера).

## Историческая справка
Традиционно камоны изображались на кимоно и хаори представителей благородного сословия в Японии. С обеих сторон кимоно могло быть изображено от одного до пяти камонов, кроме того, они могли быть изображены на рукавах и на спине. Женщины благородного происхождения имели право носить на одежде свой семейный камон, а не символ мужа, и передавать его по наследству дочерям. Камон может также изображаться на некоторых предметах, таких как занавеси, отделка паланкина и т. д. Камоны получили распространение и как символы, изображаемые на флажках владетельных особ, даймё и самураев, на их шлемах (яп. 兜, кабуто) и доспехах (яп. 胴, до:).
Камоны являются отчасти и статусными символами: более древние, простые камоны зачастую говорят о высоком статусе своего владельца, либо о большей торжественности одеяния.

## Современность
В современной Японии практически каждая семья имеет свой камон, однако используются эти знаки довольно редко. Чаще для официальных и представительских нужд используются инкан (яп. 印鑑, «печать») — личная удостоверяющая печать, заменяющая в Японии подпись. В настоящее время камон прочно вошёл в обиход как символ японской старины, орнаментальный элемент оформления японских ресторанов, магазинов, предметов национальной утвари.